# Захаров Євген Юхимович
Євге́н Юхи́мович Заха́ров (12 листопада 1952, Харків) — український правозахисник, директор Харківської правозахисної групи. Починаючи з дисидентського руху 1970-1980-х років, Євген Захаров активно займається правозахистом понад пів століття і є одним із найвпливовіших поборників прав людини в Україні. 

## Життєпис
Євген Захаров народився 12 листопада 1952 у місті Харкові.
Протягом 1970—1975 років здобував освіту на механіко-математичному факультеті Харківського державного університету імені О. М. Горького, який закінчив із відзнакою.
У 1982—1985 роках був аспірантом Ростовського інституту інженерів залізничного транспорту.
З 1988 по 1992 роки Євген Захаров був кореспондентом газети «Експрес-Хроніка».
Протягом 1990—1994 років був депутатом Харківської міської ради. З 1990 року є заступником голови Харківської міської комісії з питань поновлення прав реабілітованих.

## Громадська діяльність

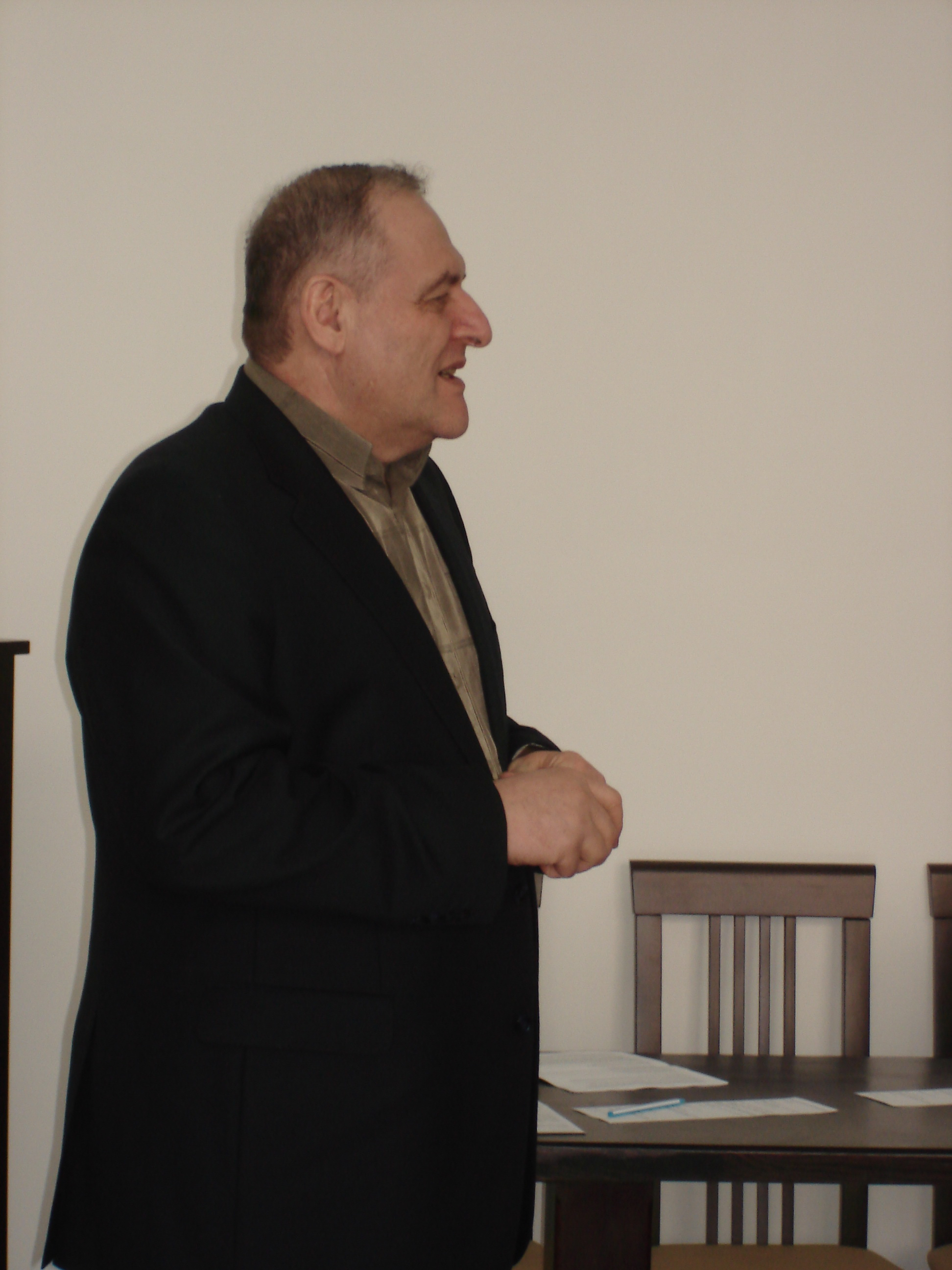
Євген Захаров (квітень 2013)

У 1989 році Євген Захаров стає співголовою Харківського «Меморіалу», і перебуває на цій посаді до 1992 року.
У 1992 році він стає співголовою Харківської правозахисної групи, і перебував на цій посаді до 2011 року.
З 1994 року він також є членом правління Міжнародного товариства «Меморіал».
У 2004—2008 роках був головою правління, а протягом 2010—2011 — член правління Української Гельсінської спілки з прав людини.
У 2011 році Євген Захаров стає директором Харківської правозахисної групи.
25 січня 2012 року його було обрано головою правління Української Гельсінської Спілки з прав людини.
Крім того, Євген Захаров є членом Московської Гельсінської групи (з 1989), Української Секції Міжнародного товариства прав людини (з 1995).
У його доробку 11 наукових статей з прикладної математики та проєктування електронних машин (1976—1985), понад 200 публікацій, присвячених правам людини, громадянському суспільству та історії політичних репресій в Радянському Союзі та в Україні. Друкувався у виданнях України, Росії, США, Канади, Німеччини, Франції, Литви, Польщі, Норвегії, Данії (з 1987 по 2010 рік).
У 2014-2015 роках — член Конкурсної комісії, до повноважень якої входить висунення кандидатур на посаду директора Національного антикорупційного бюро України. Призначений за квотою Президента України.
У червні 2018 року підтримав відкритий лист діячів культури, політиків і правозахисників із закликом до світових лідерів виступити на захист ув'язненого у Росії українського режисера Олега Сенцова й інших політв'язнів.
Член Українського ПЕН.

## Кампанія «Захарова— в омбудсмени!» (2006—2007)

22 листопада 2006 р. на Майдані Незалежності в Києві на мості через Інститутську був вивішений банер «Захарова — в Омбудсмени!!!»

17 листопада 2006 року в Україні розпочалася кампанія громадського лобіювання «Захарова в Омбудсмени!». Метою кампанії стало висунення відомого правозахисника, голови Української Гельсінської спілки з прав людини пана Євгена Захарова на посаду Уповноваженого Верховної Ради України з прав людини. У ході кампанії кандидатуру Є. Захарова підтримало понад 340 недержавних громадських організацій в Україні та понад 120 міжнародних організацій.
Першим успіхом кампанії стала реєстрація Євгена Захарова профільним комітетом Верховної Ради офіційним кандидатом на посаду Уповноваженого з прав людини. Це стало можливим завдяки підтримці народної ініціативи окремими депутатами від фракцій БЮТ та «Наша Україна». Вони в короткий час зібрали потрібну кількість підписів під зверненням до Голови Верховної Ради та профільного комітету Верховної Ради. Тоді висування кандидатури Є. Захарова на посаду Омбудсмена підтримав 121 народний депутат із фракцій БЮТ, СПУ, «Нашої України» та Партії Регіонів. При голосуванні у Верховній Раді його підтримало 154 народних депутати.
Вагомим досягненням кампанії стала актуалізація проблем та недоліків, що існують у роботі омбудсмена, привернення уваги до них не тільки українського, а й європейського загалу.
Іншим важливим досягненням кампанії стала готовність узяти під громадський контроль діяльність омбудсмена незалежно від особи, що обіймає цю посаду. Кампанія стала прикладом об'єднання зусиль громадських та правозахисних організацій в справі розбудови громадянського суспільства в Україні.

## Участь у виборах Омбудсмана у 2012 році
28 січня 2012 року Правління Української Гельсінської спілки з прав людини запропонувало депутатам обрати омбудсманом Євгена Захарова.
7 лютого 2012 року фракції Верховної Ради БЮТ і НУНС ухвалили спільне рішення про висування Євгена Захарова на посаду Уповноваженого Верховної Ради з прав людини.
15 березня 2012 року Верховна Рада не змогла обрати Уповноваженого Верховної Ради з прав людини. Кандидатуру Валерії Лутковської підтримали 212 народних депутатів, Євгена Захарова — 134 депутати.

## Участь у реформуванні МВС
Після Революції гідності Євген Захаров був призначений головою Експертної ради з реформування міліції при МВС України, яка була створена у квітні 2014 року за дорученням голови МВС Арсена Авакова.

## Нагороди
- Орден Свободи (25 листопада 2008 року) — за багаторічну активну правозахисну діяльність, відстоювання прав людини, вагомий внесок у відтворення історичної правди та з нагоди Дня Свободи[10].
- Кавалер ордену «За інтелектуальну відвагу» (2006).
- Премія ім. Василя Стуса, січень 2012 року.
- Премія Лева Копелева «За свободу і права людини» (2015). [11]
- Відзнака Президента України — ювілейна медаль «25 років незалежності України» (2016)[12].
- Один із трьох номінантів на Премію Вацлава Гавела (2023). Свою грошову частку премії віддав на встановлення зубних протезів постраждалим від російських катівень. [13][14]